# Guido III av Spoleto
Guido III av Spoleto (Wido), död 12 december 894, var en italiensk furste, fransk kung och romersk kejsare. 
Guido var son till Guido I av Spoleto, var efter 876 hertig av Camerino och ärvde 882 Spoleto. Han låg i fejd med kejsar Karl III 882-885, bekragade saracenerna i förbund med påven och erövrade Capua och Benevent. Den ställning han härigenom vann, möjliggjorde storpolitiska aktioner. 888 blev han vald till kung av Frankrike. Då hans makt i detta land blev svag, ingrep Guido i striden om Italiens krona, som han vann 889. Två är senare kröntes han till kejsare. Guido dog under pågående krig mot Arnulf av Kärnten.